# Cantó de La Flèche
El cantó de La Flèche és un cantó francès del departament de Sarthe, situat al districte de La Flèche. Té 7 municipis i el cap es La Flèche.

## Municipis
- Bazouges-sur-le-Loir
- Clermont-Créans
- Cré
- Crosmières
- La Chapelle-d'Aligné
- La Flèche
- Mareil-sur-Loir

## Història
| Data d'elecció                           | Identitat           | Partit                                             | Qualitat |
| ---------------------------------------- | ------------------- | -------------------------------------------------- | -------- |
| 1945-1982                                | Fernand Guillot     | SFIO, després divers gauche, després divers droite |          |
| 1982-1994                                | Henri de Maupéou    | UDF                                                |          |
| 1994-2001                                | Antoine Joly        | RPR                                                |          |
| 2001-2008                                | Agnès Lorilleux     | PS                                                 |          |
| 2008-                                    | Guy-Michel Chauveau | PS                                                 |          |
| les dades anteriors no són pas conegudes |                     |                                                    |          |
|                                          |                     |                                                    |          |

## Demografia
| A partir de 1990: Població sense dobles comptes |